# Ophiorrhiza howii
Ophiorrhiza howii är en måreväxtart som beskrevs av Foon Chew How och Hsien Shui Lo. Ophiorrhiza howii ingår i släktet Ophiorrhiza och familjen måreväxter. Inga underarter finns listade i Catalogue of Life.